# 트란스니스트리아 전쟁
트란스니스트리아 전쟁(러시아어: Вооружённый конфликт в Приднестровье)은 1992년 3월 2일부터 7월 21일까지 트란스니스트리아와 몰도바 사이에서 발생한 무력 충돌이다.

## 전쟁 배경
역사적으로, 드니스테르강 동쪽의 트란스니스트리아는 몰도바 공화국과 베사라비아에 속하지 않았다. 한편, 소비에트 점령 1940년 이전 드네스트르의 베사라비아의 의사로 루마니아에 귀속되어 있었다. 1940년에 몰도바 소비에트 사회주의 공화국이 탄생하기 이전, 트란스니스트리아가 우크라이나 소비에트 사회주의 공화국의 일부로, 몰다비아 자치 공화국의 약 절반을 차지했다. 몰다비아 자치 공화국은 현재 우크라이나 령과 트란스니스트리아로 구성되었다. 티라스폴은 1929년부터 1940년까지 그 수도였다. 1980년대 말에도 트란스니스트리아 인구 중, 몰도바인은 39.9% 밖에 없었고, 러시아인과 우크라이나인은 모두 53.8%에 달하고 있었다. 따라서 이곳은 페레스트로이카의 민족주의 각성의 반대 운동이 진행했다.
1989년, 몰도바는 러시아어 대신 몰도바어를 공용어로 하는 법률을 제정, 동시에 라틴 문자의 사용을 결정했다. 같은 해 루마니아와 몰도바의 국경이 부분적으로 개방되었다. 트란스니스트리아의 러시아인은 가까운 장래, 몰도바와 루마니아의 통일을 반대했다. 트란스니스트리아의 비(非)몰도바인은 몰도바어를 할 수 없었다. 그들은 소련 각지에서 비교적 최근에 이주해 온 사람들로 몰도바인보다 경제적으로 성공했다. 그들은 몰도바가 소련으로부터 독립을 강력히 반대하고, 몰도바에서 자치 정부 수립으로 운동이 진전되어 간다.

## 같이 보기
- 트란스니스트리아의 역사
- 트란스니스트리아 전쟁 전개